# Carlo Signorelli Editore
Carlo Signorelli Editore è una casa editrice italiana con sede a Milano.

## Storia
Nel 1898 Carlo Signorelli fondò la società in via Larga, in pieno centro storico di Milano, nei pressi dell'università.
Dieci anni dopo la fondazione, la Casa editrice - specializzata, in particolare, nella produzione di testi scolastici, per ogni ordine e grado - venne denominata Signorelli  S.p.A. e successivamente Carlo Signorelli Editore.
L'attività fu continuata dai figli Gaetano (Piacenza 1892 - Milano 1979) e Pietro (Milano 1905 - Milano 1986), ai quali si aggiunse il nipote Mario De Maio (Torino 1928 - Milano 2010).
Ancora attiva nella produzione libraria con la storica denominazione, dal 2000 la Signorelli è stata assorbita dal Gruppo editoriale Le Monnier (all'interno del marchio Edumond) che, dal 2008, fa parte della Mondadori Education.